# Altwies
Altwies (en luxemburguès: Altwis; en alemany: Altwies) és una vila del municipi de Mondorf-les-Bains situada al districte de Grevenmacher del cantó de Remich, a uns 14,5 km de distància de la ciutat de Luxemburg.